# Glucógeno fosforilasa
La glucógeno fosforilasa (EC 2.4.1.1) es una enzima clave en la degradación del glucógeno; escinde su sustrato mediante la adición de otro fosfato (Pi) para producir glucosa-1-fosfato. La ruptura de un enlace por la adición de un fosfato se conoce como fosforólisis.
Glucógeno(n residuos) + Pi {\displaystyle \rightleftharpoons } glucosa 1-fosfato + glucógeno(n-1 residuos)

## Funcionamiento
La fosforilasa cataliza la eliminación secuencial de residuos glucosídicos desde los extremos no reductores de la molécula de glucógeno (los extremos que presentan un grupo –OH libre en el C-4). El enlace glucosídico en el C-1 del residuo terminal y el C-4 del residuo adyacente se rompe por el ortofosfato. Concretamente, rompe el enlace entre el átomo de carbono C-1 y el átomo de oxígeno glucosídico, de modo que se mantiene la configuración α (alfa) en el C-1.

La glucógeno fosforilasa utiliza como cofactor piridoxal fosfato. La actividad de la fosforilasa se controla alostéricamente y mediante modificación covalente. El AMP activa la fosforilasa mientras que el ATP, el ADP y la glucosa-6-fosfato la inhiben. La enzima se presenta como homodímero. Los dímeros se asocian en un tetrámero para formar la enzima activa.

## Isozimas
En el ser humano la glucógeno fosforilasa se presenta en tres formas:
- Glucógeno fosforilasa del cerebro. PYGB.
- Glucógeno fosforilasa del hígado. PYGL.
- Glucógeno fosforilasa del músculo o miofosforilasa. PYGM.

## El metabolismo del glucógeno
La degradación y la síntesis del glucógeno son procesos bioquímicos relativamente simples. La degradación del glucógeno consta de tres pasos:
1. La liberación de glucosa 1-fosfato del glucógeno.
2. La remodelación del glucógeno para permitir que la degradación prosiga
3. La conversión de glucosa 1-fosfato en glucosa 6-fosfato para su posterior metabolismo.

La glucosa 6-fosfato proveniente de la degradación del glucógeno tiene tres destinos:
1. Es el sustrato inicial de la glucólisis.
2. Puede convertirse en glucosa libre y liberarse al torrente sanguíneo. La transformación en glucosa libre tiene lugar principalmente en el hígado.
3. Puede procesarse por la vía de las pentosas fosfato para generar NADPH y derivados de la ribosa.

La regulación de la degradación y síntesis del glucógeno es bastante compleja. Varios de los enzimas que participan en el metabolismo del glucógeno responden alostéricamnete a metabolitos que indican las necesidades energéticas de la célula. Por medio de estas respuestas alostéricas, las actividades enzimáticas se ajustan para cubrir las necesidades de la célula. El metabolismo del glucógeno se regula también por estimulación hormonal (hormonas tales como insulina, adrenalina y glucagón) de las cascadas amplificadoras de señales que conducen a la fosforilación reversible de enzimas y, en consecuencia, al cambio de su actividad catalítica. La regulación hormonal permite ajustar el metabolismo del glucógeno a las necesidades del conjunto del organismo. 
La degradación eficiente del glucógeno para suministrar glucosa 6-fosfato para su metabolismo posterior requiere la actividad de cuatro enzimas: una para degradar el glucógeno; dos para remodelar la molécula de glucógeno de forma que permanezca como un sustrato apto para la degradación y una para trasformar el producto de la ruptura del glucógeno en una forma apropiada para su metabolismo posterior. 
Los nombres de estas enzimas son: Glucógeno fosforilasa, glucógeno transferasa, alfa-1,6-glucosidasa y la fosfoglucomutasa.